# 三宅諒
三宅諒（日語：みやけ りょう，1990年12月24日—）是一名日本劍擊運動員，曾代表國家參加2012年倫敦奧運的男子個人花劍及男子團體花劍，於團體賽中獲得銀牌。現時隸屬株式會社 COMMONS2（コモンズ2）。

## 簡歷
三宅諒出身於千葉縣市川市，幼年時喜歡揮動短棒，在託兒所逗留期間選擇放棄游泳而開始接觸劍擊運動，並由毫無參賽經驗的父親教授自行研究的練劍方法。他曾就讀市川市立稲荷木小學校與市川市立第六中學校，接受小學教育前經常到市內劍擊協會舉辦的教室上課，小學6年級已於全國大賽中奪冠。2007年，他就讀慶應義塾高等學校期間曾取得《世界青年擊劍錦標賽（世界ジュニア・カデ選手権）》個人花劍第一名；2012年再奪得亞洲擊劍錦標賽第三位，同年7月在倫敦奧運會裡，獲選為日本個人及團體花劍代表隊成員，雖於首場個人賽落敗，但最終與太田雄貴、千田健太及淡路卓三名隊友，一起贏得團體賽銀牌。
2013年，三宅諒分別於《亞洲擊劍錦標賽》、《全日本擊劍錦標賽》內贏取個人兼團體花劍銀牌，2014年4月至2017年3月曾獲精工贊助參賽，2014年亦在亞洲運動會擊敗五屆冠軍得主中國而獲得金牌。2020年，因應東京奧運受新冠肺炎大流行影響，賽事延期舉行令其三間贊助商暫停合作，遂兼職 Uber Eats 的外賣速遞員，一邊賺取生活費，一邊為了參加未來比賽而保持身體健康。

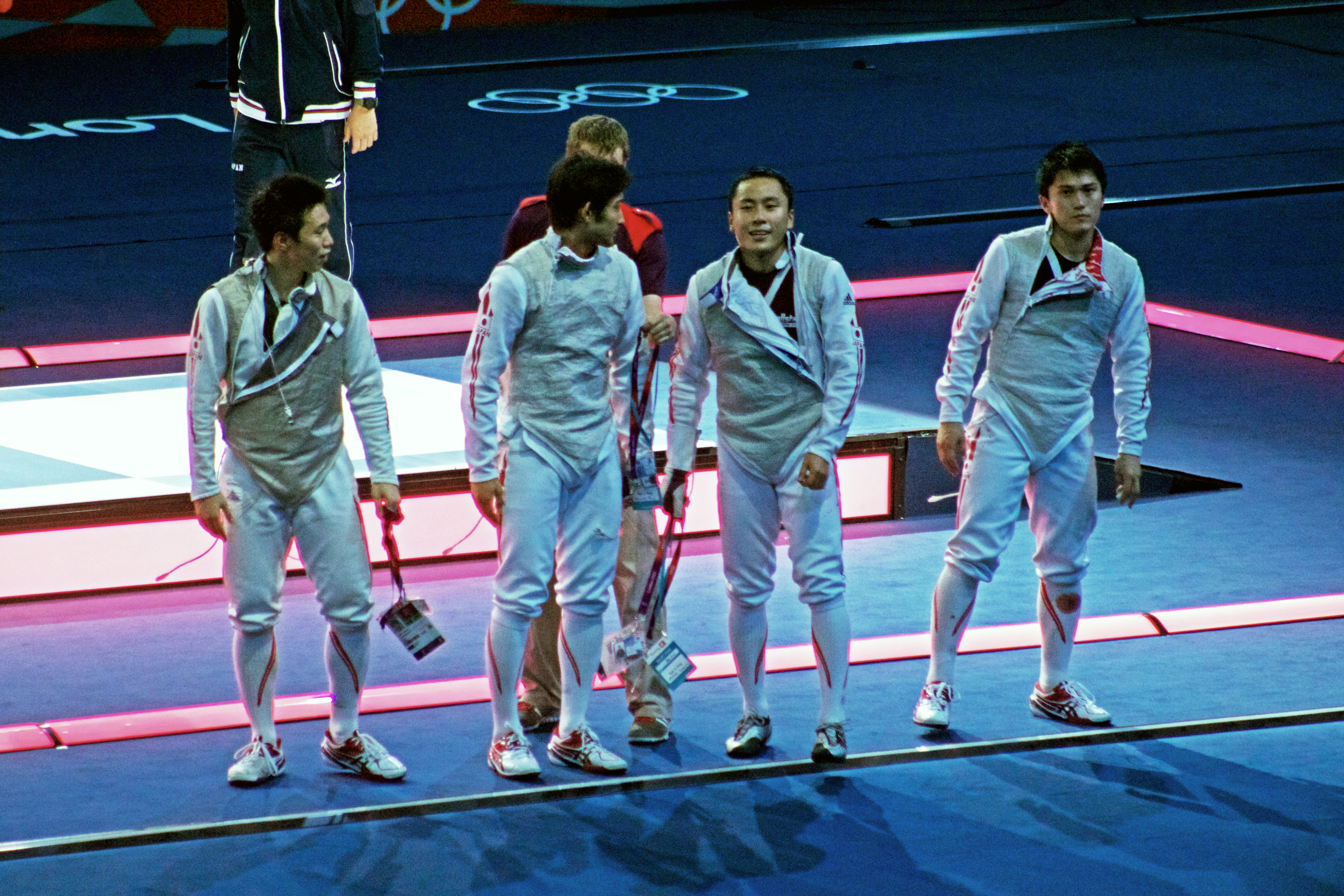
《2012年倫敦奧運會男子團體花劍比賽》日本男子團體花劍代表隊成員（左起第二者為三宅諒）
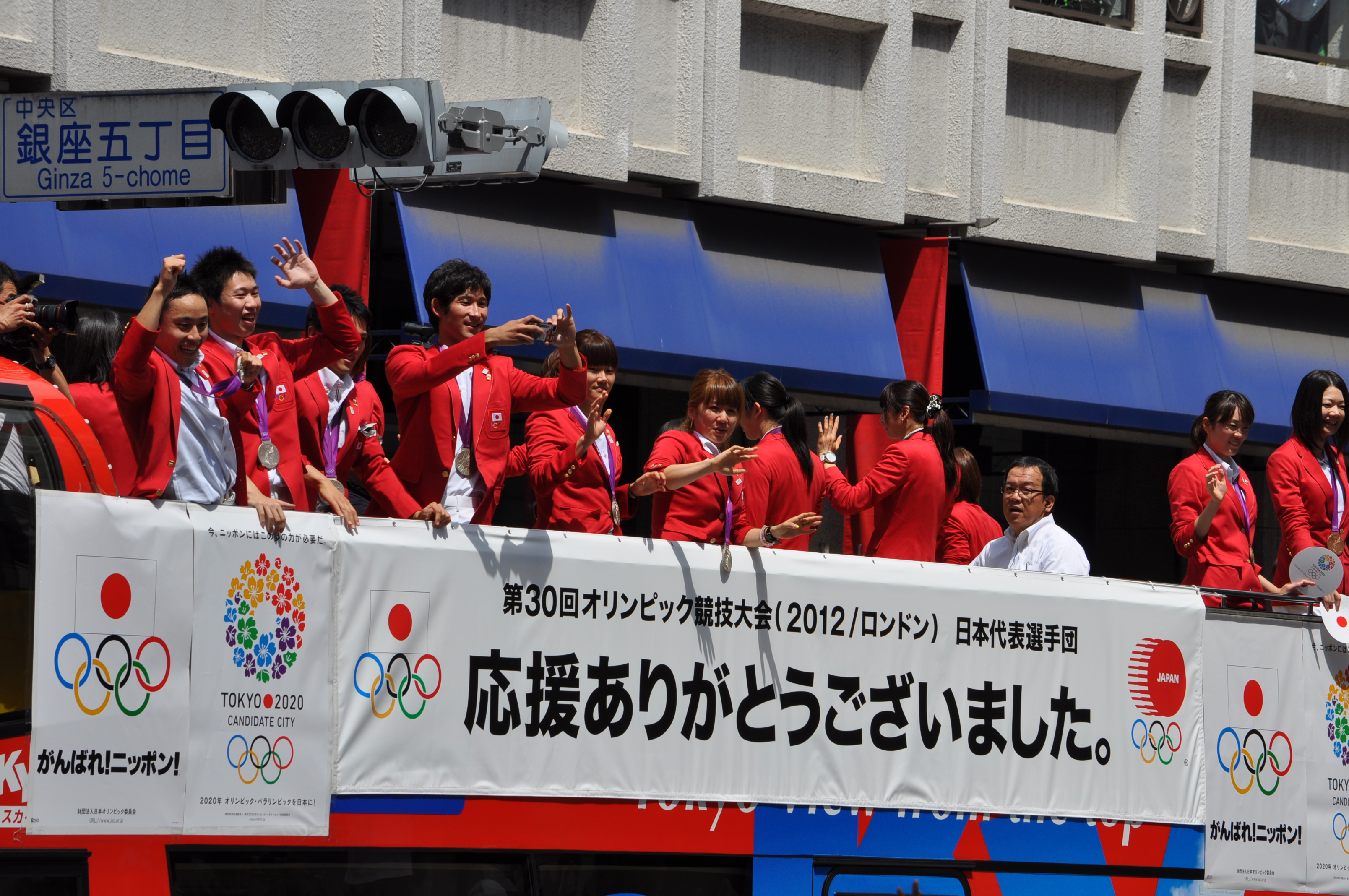
2012年夏季奧林匹克運動會凱旋巡遊（攝於2012年8月19日）

## 外部連結
- 三宅諒的X（前Twitter）（日語）
- 三宅諒オフィシャルブログ「つまらんことで、おおさわぎ。」（页面存档备份，存于）（日語）